# Brück (Brandebourg)
Pour les articles homonymes, voir Brück.
Brück est une commune allemande de l'arrondissement de Potsdam-Mittelmark, Land de Brandebourg.

## Géographie
Brück se situe entre la Zauche et le Fläming, dans la vallée proglaciaire de Glogau-Baruth. Gömnigk et Trebitz se situent sur la Plane.
La commune comprend les quartiers de Baitz, Neuendorf, Gömnigk, Brück-Ausbau et Trebitz.
|            | Planebruch         | Borkwalde |
| Bad Belzig | Brück              | Borkheide |
| Planetal   | Linthe Mühlenfließ |           |

Brück se trouve sur la Bundesstraße 246 et la ligne de Berlin à Blankenheim.

## Histoire
Brück doit sans doute son nom à la ville de Belgique Bruges à cause de ses liens avec la Maison d'Ascanie. Elle est reconnue comme une ville entre 1360 et 1374.
Baitz est mentionné pour la première fois en 1313, Gömnigk en 1251, Neuendorf en 1337 et Trebitz en 1251.
Rottsock fusionne avec Brück en 1950, Gömnigk et Trebitz en 1974, Baitz et Neuendorf en 2002.

## Jumelage
- Tarnów Opolski (Pologne)

## Personnalités liées à la commune
- Simon Heins (vers 1483-1523), théologien catholique
- Gregor Brück (1483-1557), soutien de Martin Luther
- Michael Stifel (vers 1487-1567), mathématicien
- Franz Griesbach (1892-1984), général né à Brück
- Dirk-Alexander Grams (né en 1957), peintre
- Thomas Tittel (1975-2013), triathlète

## Source
- (de) Cet article est partiellement ou en totalité issu de l’article de Wikipédia en allemand intitulé « Brück » (voir la liste des auteurs).